# Terapia interpessoal
A terapia interpessoal (TIP) é uma breve psicoterapia que se centra na resolução de problemas interpessoais e na recuperação sintomática. É um tratamento empiricamente comprovado que segue uma abordagem altamente estruturada e com tempo limitado, e destina-se a ser concluída no prazo de 12 a 16 semanas. A terapia está baseada no princípio de que as relações e circunstâncias da vida impactam o humor, e que o inverso também é verdadeiro. Ela foi desenvolvida na década de 1970 por Gerald Klerman e Myrna Weissman para tratar o transtorno depressivo maior e desde então tem sido adaptada para outros transtornos mentais. A TIP é uma intervenção empiricamente validada para transtornos depressivos, e é mais eficaz quando usada em combinação com medicamentos psiquiátricos. Juntamente com a terapia cognitivo-comportamental (TCC), a TIP está recomendada nas diretrizes de tratamento como um tratamento psicossocial de escolha, e a TIP e o TCC são as únicas intervenções psicossociais para as quais residentes de psiquiatria nos Estados Unidos têm a obrigação de serem treinados para a prática profissional.

## História
Originalmente chamada de terapia de "alto contato", a TIP foi desenvolvida pela primeira vez em 1969, na Universidade de Yale, como parte de um estudo feito por Gerald Klerman, Myrna Weissman e colegas para testar a eficácia de um antidepressivo com e sem a psicoterapia como tratamento de manutenção da depressão. A TIP tem sido estudada em muitos protocolos de pesquisa desde o seu desenvolvimento.

## Fundamentos
A TIP foi influenciada pela TCC e também por abordagens psicodinâmicas. Da TCC, a TIP pega a limitação de tempo, o emprego do dever de casa, as entrevistas estruturadas e os instrumentos de avaliação.
O conteúdo da TIP foi inspirada pela teoria do apego e a psicanálise interpessoal de Harry Stack Sullivan. Ao contrário das abordagens psicodinâmicas, o TIP não inclui uma teoria da personalidade ou tenta conceitualizar ou tratar a personalidade, mas foca em aplicações humanísticas de sensibilidade interpessoal.